# Plinsko parna elektrarna
Plínsko párna elektrárna (kratica PPE) je termoelektrarna z dvojnim krožnim procesom, plinskim krožnim procesom in parnim krožnim procesom. Gorivo je največkrat zemeljski plin, kar povzroča nekaj nejasnost, saj je skoraj vsaka PPE usposobljena tudi za uporabo tekočega goriva. Oznaka plinska sicer označuje agregatno stanje delovnega sredstva: plina (tudi pri tekočih gorivih). PPE lahko proizvaja tudi koristno toploto, za ogrevanje ali industrijske procese. Prednost PPE je, da celo kot termoelektrarne (brez proizvodnje toplote) dosegajo visok izkoristek, preko 50%, najnovejše velike PPE celo do 60%. Če je možno koristno izrabiti odpadno toploto se celotni izkoristek lahko poveča do 90% ali čez. 
Največkrat se gradijo PPE tako, da sta povezani po ena plinska turbina in ena parna turbina v »blok«. Zaenkrat so največje razpoložljive plinske turbine omejitev velikosti bloka (ponudniki velikih plinskih turbin so Alstom, Siemens, GE in Mitsubishi  (list 9/20). Plinski turbini moči okoli 270 MW ustreza parna turbina z močjo okoli 130 MW (razmerje moči PlT:PaT je 2:1), s tem pa celotni blok okoli 400 MW. Če gre za PPE, ki se ne prilagaja odjemu toplote in konkurira drugim elektrarnam v velikem omrežju, elektarno sestavijo iz več blokov, na primer 2 × 400 MW = 800 MW.
Vsak izmed dveh krožnih procesov poteka v svojem delu postroja: plinski krožni proces v plinsko-turbinskem postroju, parni krožni proces pa v parno-turbinskem postroju. Oba dela elektrarne sta povezana s prenosnikom toplote (uparjalnikom). Osnovna zamisel je, da se še vroči dimni plini (tipično 600 °C) izrabijo za uparjanje in pregrevanje pare. Zaradi te povezave dosegljivi parni parametri niti velikost postroja niso ekstremni; parni del niti po velikosti in po parametrih pare sodi bolj v dobo okoli leta 1940, seveda pa se izvaja z vsemi danes dostopnimi izboljšavami gradiv, oblik lopatic in podobno. 